# Вакуумметр Пирани

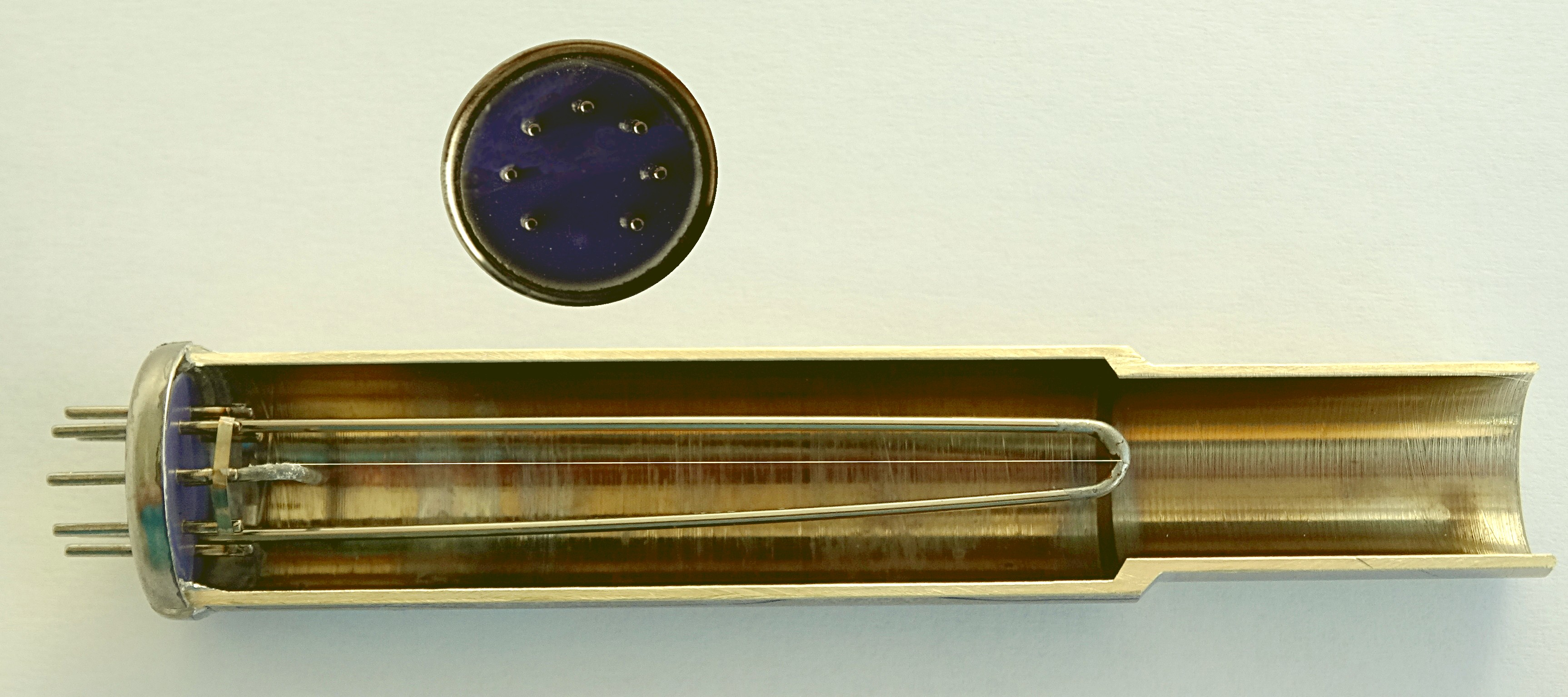
Датчик Пирани с удалённой частью корпуса

Вакуумметр Пира́ни — это устройство для измерения давления в вакуумных системах, в диапазоне от 0.5 до 10−4 торр. Изобретён Марцелло Пирани в 1906 году.
Принцип работы вакуумметра Пирани основан на том, что теплоотдача нагретых тел, в частности, металлов, убывает с уменьшением давления окружающего газа, а сопротивление металлов увеличивается прямо пропорционально температуре.
Вакуумметр Пирани состоит из металлической нити (обычно платиновой), размещённой в корпусе, соединяемом с вакуумной системой, давление в которой хотят измерить. Нить нагревают пропускаемым через неё током. Соединенная с нитью электрическая схема измеряет сопротивление нити и формирует сигнал, по которому после предварительной калибровки определяют давление.
Молекулы газа, сталкиваясь с нагретой нитью, отбирают у нее тепло. Чем глубже вакуум, тем реже соударения, тем горячее нить и выше её сопротивление. Рабочий диапазон вакуумметра Пирани от 0.5  до 10−4 торр. Нижний предел обусловлен тем, что при таких давлениях теплоотдача посредством диффузии, которую измеряет вакуумметр Пирани, становится сопоставимой с теплоотдачей посредством теплового излучения.
Вакуумметр Пирани относится к терморезистивным вакуумметрам.